# How I Married an Amagami Sister
How I Married an Amagami Sister (甘神さんちの縁結び, Amagami-san Chi no Enmusubi) est un shōnen manga écrit et dessiné par Marcey Naito. Il est prépublié dans le magazine Weekly Shōnen Magazine de l'éditeur Kōdansha depuis le 21 avril 2021. La version française est publiée par Pika Édition depuis le 17 mai 2023.
Une adaptation en anime, produite par Drive, est diffusée entre le 1er octobre 2024 et le 25 mars 2025. En France, elle est diffusée en simulcast sur Crunchyroll sous le titre Tying the Knot with an Amagami Sister.

## Personnages
Uryû Kamihate (上終 瓜生, Kamihate Uryū)
Voix japonaise : Ryōta Suzuki (ja)
Yae Amagami (甘神 夜重, Amagami Yae)
Voix japonaise : Sumire Uesaka
Yuna Amagami (甘神 夕奈, Amagami Yuna)
Voix japonaise : Kaede Hondo
Asahi Amagami (甘神 朝姫, Amagami Asahi) / Miyuki Kiyomizu (清水 美雪, Kiyomizu Miyuki, nom de naissance)
Voix japonaise : Shion Wakayama (ja)
Chidori Amagami (甘神 千鳥, Amagami Chidori)
Voix japonaise : Bin Shimada
Mahiru Anekôji (姉小路 舞昼, Anekōji Mahiru)
Voix japonaise : Nana Mizuki
Yomiko Tsukigami (月神 読子, Tsukigami Yomiko)
Voix japonaise : Yui Horie
Shirahi Tsuruyama (鶴山 白日, Tsuruyama Shirahi)
Voix japonaise : Chika Anzai
Miemon Kitashirakawa (北白川 みえもん, Kitashirakawa Miemon)
Voix japonaise : Kōji Yusa
Mitsuko Umenoki (梅ノ木 みつ子, Umenoki Mitsuko)
Voix japonaise : Ayasa Itō (ja)
Makoto Takeda (竹田 真恋人, Takeda Makoto)
Voix japonaise : Haruka Shiraishi (ja)
Karen Matsugazaki (松ヶ崎 カレン, Matsugazaki Karen)
Voix japonaise : Natsuko Abe (ja)

## Manga
Amagami-san Chi no Enmusubi (甘神さんちの縁結び) est écrit et illustré par Marcey Naito, qui avait auparavant travaillé comme l'un des assistants de Negi Haruba sur The Quintessential Quintuplets. Il a été initialement publié en tant que one shot dans le numéro du 2 décembre 2020 via le magazine de prépublication de shōnen manga, le Weekly Shōnen Magazine, dans le cadre d'un concours avec trois autres one shots où les lecteurs pouvaient voter pour celui qui serait sérialisé.
Après avoir remporté le concours, le manga est prépublié dès le 21 avril 2021 dans le magazine,. Par la suite, les chapitres sont rassemblés et édités dans le format tankōbon par Kōdansha avec le premier volume publié le 16 juillet 2021. La série compte depuis vingt-et-un volumes tankōbon. Le 16 juin 2025, le compte X du manga annonce que ce dernier se terminera à l'issue du vingt-deuxième volume.
En janvier 2022, Kōdansha USA annonce la version anglaise de la série sous le titre Tying the Knot with an Amagami Sister ainsi qu'un début de parution en 2022 en numérique puis en 2023 en physique,. Un an plus tard, en février 2023, Pika Édition annonce l'obtention de la licence du manga pour la version française, sous le nom How I Married an Amagami Sister, et publie le premier volume dans sa collection Shōnen à partir du 17 mai 2023,.

### Liste des volumes
| no | Japonais          | Japonais          | Français          | Français          |
| no | Date de sortie    | ISBN              | Date de sortie    | ISBN              |
| --- | ----------------- | ----------------- | ----------------- | ----------------- |
| 1 | 16 juillet 2021   | 978-4-0652-4041-0 | 17 mai 2023       | 978-2-8116-7089-4 |
| Liste des chapitres : - chap. 1 : Le début du miracle (奇跡のはじまり, Kiseki no Hajimari) - chap. 2 : Le jour et les grues (白昼と鶴, Hakuchū to Tsuru) - chap. 3 : Les lacets du matin (朝の靴紐, Asa no Kutsuhimo) - chap. 4 : Le chat du crépuscule (夕焼けの猫, Yūyake no Neko) - chap. 5 : La nuit et le renard (夜と狐, Yoru to Kitsune) |                   |                   |                   |                   |
| 2 | 17 septembre 2021 | 978-4-0652-4831-7 | 12 juillet 2023   | 978-2-8116-7096-2 |
| Liste des chapitres : - chap. 6 : La grande fête du sanctuaire Amagami - 1re partie (甘神社例大祭 其の一, Amagami-jinja Reitaisai - Sono Ichi) - chap. 7 : La grande fête du sanctuaire Amagami - 2de partie (甘神社例大祭 其の二, Amagami-jinja Reitaisai - Sono Ni) - chap. 8 : La grande fête du sanctuaire Amagami - 3e partie (甘神社例大祭 其の三, Amagami-jinja Reitaisai - Sono San) - chap. 9 : La grande fête du sanctuaire Amagami - 4e partie (甘神社例大祭 其の四, Amagami-jinja Reitaisai - Sono Yon) - chap. 10 : La grande fête du sanctuaire Amagami - 5e partie (甘神社例大祭 其の五, Amagami-jinja Reitaisai - Sono Go) - chap. 11 : La grande fête du sanctuaire Amagami - 6e partie (甘神社例大祭 其の終, Amagami-jinja Reitaisai - Sono Owari) - chap. 12 : Le jour court vers la nuit (朝は夜に馳せる, Asa wa Yoru ni Haseru) - chap. 13 : Le cadeau du crépuscule (薄暮の贈りもの, Hakubo no Okuri-mono) - chap. 14 : De midi au crépuscule (昼から夕方にかけて, Hiru kara Yūgata ni Kakete) |                   |                   |                   |                   |
| 3 | 17 novembre 2021  | 978-4-0652-5934-4 | 20 septembre 2023 | 978-2-8116-7097-9 |
| Liste des chapitres : - chap. 15 : Rêve, lune et songes - 1re partie (夢と月と夢 其の一, Yume to Tsuki to Yume - Sono Ichi) - chap. 16 : Rêve, lune et songes - 2de partie (夢と月と夢 其の二, Yume to Tsuki to Yume - Sono Ni) - chap. 17 : Rêve, lune et songes - 3e partie (夢と月と夢 其の三, Yume to Tsuki to Yume - Sono San) - chap. 18 : Rêve, lune et songes - 4e partie (夢と月と夢 其の四, Yume to Tsuki to Yume - Sono Yon) - chap. 19 : Rêve, lune et songes - 5e partie (夢と月と夢 其の五, Yume to Tsuki to Yume - Sono Go) - chap. 20 : Rêve, lune et songes - 6e partie (夢と月と夢 其の六, Yume to Tsuki to Yume - Sono Roku) - chap. 21 : Rêve, lune et songes - 7e partie (夢と月と夢 其の七, Yume to Tsuki to Yume - Sono Nana) - chap. 22 : Rêve, lune et songes - 8e partie (夢と月と夢 其の八, Yume to Tsuki to Yume - Sono Hachi) - chap. 23 : Rêve, lune et songes - 9e partie (夢と月と夢 其の九, Yume to Tsuki to Yume - Sono Kyū)                                                       |                   |                   |                   |                   |
| 4 | 17 février 2022   | 978-4-0652-6899-5 | 15 novembre 2023  | 978-2-8116-7989-7 |
| Liste des chapitres : - chap. 24 : Rêve, lune et songes d'autrefois (夢と月と夢 其の昔, Yume to Tsuki to Yume - Sono Mukashi) - chap. 25 : Rêve, lune et songes à venir (夢と月と夢 其の先, Yume to Tsuki to Yume - Sono) - chap. 26 : Rêve, lune et songes du présent (夢と月と夢 其の儘, Yume to Tsuki to Yume - Sono Mama) - chap. 27 : Changement de saison, cœurs changeants (衣替え、心替え, Koromo-gae, Kokoro-gae) - chap. 28 : Point noir et repas (黒一点とお弁当, Kuro Itten to Obentō) - chap. 29 : Nuit spectaculaire (夜に酔いしれる, Yoru ni Yoi-shireru) - chap. 30 : Ceux qui veillent sur l'« heure bleue » (朝を見守る会, Asa wo Mimamoru Kai) - chap. 31 : Divination facétieuse (おみくじの悪戯, Omikuji no Itazura) - chap. 32 : La jeune fille perdue (迷子の名前, Maigo no Namae) |                   |                   |                   |                   |
| 5 | 17 mai 2022       | 978-4-0652-7924-3 | 17 janvier 2024   | 978-2-8116-8637-6 |
| Liste des chapitres : - chap. 33 : À la faveur de la nuit - Prélude (夜ふかしの正体 序, Yofukashi no Shōtai - Jo) - chap. 34 : À la faveur de la nuit - L'idéal (夜ふかしの正体 憧, Yofukashi no Shōtai - Akogare) - chap. 35 : À la faveur de la nuit - La liberté (夜ふかしの正体 放, Yofukashi no Shōtai - Hanatsu) - chap. 36 : À la faveur de la nuit - La dispute (夜ふかしの正体 争, Yofukashi no Shōtai - Arasoi) - chap. 37 : À la faveur de la nuit - La chute (夜ふかしの正体 転, Yofukashi no Shōtai - Korogaru) - chap. 38 : À la faveur de la nuit - La rencontre (夜ふかしの正体 初, Yofukashi no Shōtai - Hajimari) - chap. 39 : À la faveur de la nuit - Le lien (夜ふかしの正体 縁, Yofukashi no Shōtai - Tsunagari) - chap. 40 : À la faveur de la nuit - L'amour (夜ふかしの正体 恋, Yofukashi no Shōtai - Koi) - chap. 41 : Comédie muette (無声の新喜劇, Musei no Shinkigeki) |                   |                   |                   |                   |
| 6 | 15 juillet 2022   | 978-4-0652-8496-4 | 20 mars 2024      | 978-2-8116-8796-0 |
| Liste des chapitres : - chap. 42 : Vœux dans la balance - Prélude (願いをのせた天秤 序, Negai wo Noseta Tenbin - Jo) - chap. 43 : Vœux dans la balance - Le départ (願いをのせた天秤 廻, Negai wo Noseta Tenbin - Mawaru) - chap. 44 : Vœux dans la balance - Le recommencement (願いをのせた天秤 戻, Negai wo Noseta Tenbin - Modoru) - chap. 45 : Vœux dans la balance - Le choix (願いをのせた天秤 択, Negai wo Noseta Tenbin - Erabu) - chap. 46 : Vœux dans la balance - Le désir (願いをのせた天秤 望, Negai wo Noseta Tenbin - Nozomu) - chap. 47 : Vœux dans la balance - La décision (願いをのせた天秤 決, Negai wo Noseta Tenbin - Kimeru) - chap. 48 : Vœux dans la balance - Le retour (願いをのせた天秤 帰, Negai wo Noseta Tenbin - Kaeru) - chap. 49 : Vœux dans la balance - La déclaration (願いをのせた天秤 伝, Negai wo Noseta Tenbin - Tsutaeru) - chap. 50 : À la lueur des flammes (送り火と, Okuribi to)                                                                                      |                   |                   |                   |                   |
| 7 | 16 septembre 2022 | 978-4-0652-9127-6 | 15 mai 2024       | 978-2-8116-8797-7 |
| Liste des chapitres : - chap. 51 : Adieu, cher sanctuaire (神様との別れ, Kami-sama to no Wakare) - chap. 52 : Me revoilà, cher sanctuaire (神様との契り, Kami-sama to no Chigiri) - chap. 53 : Regards fuyants (目線をそらして, Mesen wo Sorashite) - chap. 54 : Fièvre délirante (熱と白昼夢) - chap. 55 : Choisir, quelle torture ! (選択問題, Sentaku Mondai) - chap. 56 : Si on les échangeait - Prélude (撫子のかくれんぼ 序, Nadeshiko no Kakurenbo - Jo) - chap. 57 : Si on les échangeait - L'échange (撫子のかくれんぼ 換, Nadeshiko no Kakurenbo - Kawaru) - chap. 58 : Si on les échangeait - Hésitation (撫子のかくれんぼ 懊, Nadeshiko no Kakurenbo - Nayamu) - chap. 59 : Si on les échangeait - Détermination (撫子のかくれんぼ 通, Nadeshiko no Kakurenbo - Kayou) |                   |                   |                   |                   |
| 8 | 16 décembre 2022  | 978-4-0652-9935-7 | 10 juillet 2024   | 978-2-8116-8798-4 |
| Liste des chapitres : - chap. 60 : Si on les échangeait - Dissimulation (撫子のかくれんぼ 隠, Nadeshiko no Kakurenbo - Kakusu) - chap. 61 : Si on les échangeait - Recherche (撫子のかくれんぼ 探, Nadeshiko no Kakurenbo - Sagasu) - chap. 62 : Si on les échangeait - Récouverte (撫子のかくれんぼ 見, Nadeshiko no Kakurenbo - Mitsuketa) - chap. 63 : Si on les échangeait - Aveu (撫子のかくれんぼ 現, Nadeshiko no Kakurenbo - Arawareru) - chap. 64 : Plus vraie que nature (大和、撫子、武る, Yamato, Nadeshiko, Takeru) - chap. 65 : La fête des œillets - Yae (撫子祭 夜の部, Nadeshiko Matsuri - Yoru no Bu) - chap. 66 : La fête des œillets - Asa (撫子祭 朝の部, Nadeshiko Matsuri - Asa no Bu) - chap. 67 : Si on les échangeait - Attirance (撫子のかくれんぼ 惹, Nadeshiko no Kakurenbo - Hikareru) - chap. 68 : Un barbecue très animé (情報の多い宴, Jōhō no Ōi Utage) |                   |                   |                   |                   |
| 9 | 16 mars 2023      | 978-4-0653-0972-8 | 18 septembre 2024 | 978-2-8116-8799-1 |
| Liste des chapitres : - chap. 69 : Retrouvailles en terre inconnue (新天地と再会, Shintenchi to Saikai) - chap. 70 : Visite d'investigation (思惑の勉強会, Omowaku no Benkyō-kai) - chap. 71 : Émouvantes voix (ゆらぎの歌姫, Yuragi no Utahime) - chap. 72 : Cœur corrompu (暗闇の願いごと, Kurayami no Negai-goto) - chap. 73 : Dans une autre vie (向こう側の景色, Mukougawa no Keshiki) - chap. 74 : Un mirage trop réel - Prélude (白日の逃げ水 序, Hakujitsu no Nigemizu - Jo) - chap. 75 : Un mirage trop réel - Les différences (白日の逃げ水 異, Hakujitsu no Nigemizu - Kotonaru) - chap. 76 : Un mirage trop réel – Les liens (白日の逃げ水 繋, Hakujitsu no Nigemizu - Tsunagari) - chap. 77 : Un mirage trop réel - Le retour (白日の逃げ水 還, Hakujitsu no Nigemizu - Kaesu) |                   |                   |                   |                   |
| 10 | 17 mai 2023       | 978-4-0653-1607-8 | 20 novembre 2024  | 978-2-8116-8800-4 |
| Liste des chapitres : - chap. 78 : Un mirage trop réel - Les sentiments (白日の逃げ水 想, Hakujitsu no Nigemizu - Omoi) - chap. 79 : Un mirage trop réel – La discussion (白日の逃げ水 話, Hakujitsu no Nigemizu - Hanasu) - chap. 80 : Un mirage trop réel - La transparence (白日の逃げ水 思, Hakujitsu no Nigemizu - Omou) - chap. 81 : Un mirage trop réel - Ce monde (白日の逃げ水 世, Hakujitsu no Nigemizu - Yononaka) - chap. 82 : Un mirage trop réel - L'autre monde (白日の逃げ水 別, Hakujitsu no Nigemizu - Wakatsu) - chap. 83 : Un mirage trop réel - Les tisserands (白日の逃げ水 結, Hakujitsu no Nigemizu - Musubu) - chap. 84 : Montagnes russes de malentendus (勘違いの新喜劇, Kanchigai no Shinkigeki) - chap. 85 : Le soutien-gorge volant (空飛ぶブラジャー, Sora Tobu Burajā) - chap. 86 : Un matin éblouissant (眩しい朝, Mabushii Asa) |                   |                   |                   |                   |
| 11 | 14 juillet 2023   | 978-4-0653-2190-4 | 22 janvier 2025   | 978-2-8116-9630-6 |
| Liste des chapitres : - chap. 87 : Yuna sous tension (気難しい夕暮れ, Kimuzukashii Yūgure) - chap. 88 : Belle Yae (素敵な夜, Suteki na Yoru) - chap. 89 : Douce Mahiru (思いやりの昼, Omoi-yari no Hiru) - chap. 90 : Asa suit son chemin (朝の道, Asa no Michi) - chap. 91 : Yuna suit son chemin (夕の道, Yū no Michi) - chap. 92 : Yae suit son chemin (夜の道, Yoru no Michi) - chap. 93 : Nouveau tournant - Volet 1 (進路ろの三ツ辻 其の一, Shinro no Mitsu Tsuji - Sono Ichi) - chap. 94 : Nouveau tournant - Volet 2 (進路ろの三ツ辻 其の二, Shinro no Mitsu Tsuji - Sono Ni) - chap. 95 : Nouveau tournant - Volet 3 (進路ろの三ツ辻 其の三, Shinro no Mitsu Tsuji - Sono San) |                   |                   |                   |                   |
| 12 | 17 octobre 2023   | 978-4-0653-2894-1 | 19 mars 2025      | 978-2-8116-9632-0 |
| Liste des chapitres : - chap. 96 : Nouveau tournant - Volet 4 (進路の三ツ辻 其の四, Shinro no Mitsu Tsuji - Sono Yon) - chap. 97 : Nouveau tournant - Volet 5 (進路の三ツ辻 其の五, Shinro no Mitsu Tsuji - Sono Go) - chap. 98 : Nouveau tournant - Volet 6 (進路の三ツ辻 其の六, Shinro no Mitsu Tsuji - Sono Roku) - chap. 99 : Nouveau tournant - Volet 7 (進路の三ツ辻 其の七, Shinro no Mitsu Tsuji - Sono Nana) - chap. 100 : Nouveau tournant - Volet 8 (進路の三ツ辻 其の八, Shinro no Mitsu Tsuji - Sono Hachi) - chap. 101 : Nouveau tournant - Volet 9 (進路の三ツ辻 其の九, Shinro no Mitsu Tsuji - Sono Kyū) - chap. 102 : Nouveau tournant - Volet 10 (進路の三ツ辻 其の十, Shinro no Mitsu Tsuji - Sono Jū) - chap. 103 : Nouveau tournant - Volet 11 (進路の三ツ辻 其の十一, Shinro no Mitsu Tsuji - Sono Jūichi) - chap. 104 : Nouveau tournant - Volet 12 (進路の三ツ辻 其の十二, Shinro no Mitsu Tsuji - Sono Jūni)                                                                              |                   |                   |                   |                   |
| 13 | 15 décembre 2023  | 978-4-0653-3897-1 | 21 mai 2025       | 978-2-8116-9634-4 |
| Liste des chapitres : - chap. 105 : Nouveau tournant - Dernier volet (進路の三ツ辻 其の終, Shinro no Mitsu Tsuji - Sono Owari) - chap. 106 : Farces en série (仮装の新喜劇, Kasō no Shinkigeki) - chap. 107 : Nouveau lieu, nouvelle rencontre (心機一転と出会い, Shinki Itten to Deai) - chap. 108 : Motifs de motivation (活力の源, Katsuryoku no Minamoto) - chap. 109 : Crépitements éphémères (泡沫の散り菊, Utakata no Chirigiku) - chap. 110 : Rien dit, rien entendu (聞かざる、言わざる, Kikazaru, Iwazaru) - chap. 111 : Béni soit ce qui reste (余り茶に福あり, Amari-Cha ni Fuku Ari) - chap. 112 : Les lions gardiens - « A » (阿形の狛犬, Agyō no Koma'inu) - chap. 113 : Les lions gardiens - « Um » (吽形の狛犬, Ungyō no Koma'inu) |                   |                   |                   |                   |
| 14 | 15 mars 2024      | 978-4-0653-4878-9 | 9 juillet 2025    | 978-2-8116-9636-8 |
| Liste des chapitres : - chap. 114 : La prêtresse touche-à-tout (才人三面相, Saijin Sanmensō) - chap. 115 : Curiosité morbide (狂人怪奇譚, Kyōjin Kaiki-tan) - chap. 116 : La reine des glaces ne fondra pas (情人寒冷期, Jōjin Kanrei-ki) - chap. 117 : Un parfum d'automne (千秋の匂い, Senshū no Nioi) - chap. 118 : Les quatre fils du dragon (竜生四子, Ryūsei Yonshi) - chap. 119 : Rencontres en série (人と人との坂道, Hito to Hito to no Sakamichi) - chap. 120 : Sous les parapluies (雨と一緒に, Ame to Issho ni) - chap. 121 : La preuve du bonheur (幸せの朱い印, Shiawase no Akai Shirushi) - chap. 122 : Amour d'un temps, amour ardent (永遠よりも熱い, Eien yori mo Atsui) |                   |                   |                   |                   |
| 15 | 17 juin 2024      | 978-4-0653-5785-9 | 17 septembre 2025 | 979-1-0433-0320-3 |
| Liste des chapitres : - chap. 123 : 白衣と憧れ (Hakui to Akogare) - chap. 124 : 今と永遠 其の一 (Imaima to Eien - Sono Ichi) - chap. 125 : 今と永遠 其の二 (Imaima to Eien - Sono Ni) - chap. 126 : 今と永遠 其の三 (Imaima to Eien - Sono San) - chap. 127 : 今と永遠 其の四 (Imaima to Eien - Sono Yon) - chap. 128 : 今と永遠 其の五 (Imaima to Eien - Sono Go) - chap. 129 : 今と永遠 其の六 (Imaima to Eien - Sono Roku) - chap. 130 : 今と永遠 其の七 (Imaima to Eien - Sono Nana) - chap. 131 : 今と永遠 其の八 (Imaima to Eien - Sono Hachi) |                   |                   |                   |                   |
| 16 | 16 août 2024      | 978-4-0653-6522-9 | 19 novembre 2025  | 979-1-0433-0347-0 |
| Liste des chapitres : - chap. 132 : 今と永遠 其の九 (Imaima to Eien - Sono Kyū) - chap. 133 : 今と永遠 其の十 (Imaima to Eien - Sono Jū) - chap. 134 : 今と永遠 其の十一 (Imaima to Eien - Sono Jūichi) - chap. 135 : 今と永遠 其の十二 (Imaima to Eien - Sono Jūni) - chap. 136 : 今と永遠 其の十三 (Imaima to Eien - Sono Jūsan) - chap. 137 : 今と永遠 其の十四 (Imaima to Eien - Sono Jūyon) - chap. 138 : 今と永遠 其の十五 (Imaima to Eien - Sono Jūgo) - chap. 139 : 今と永遠 其の六 (Imaima to Eien - Sono Jūroku) - chap. 140 : 今と永遠 其の十七 (Imaima to Eien - Sono Jūnana) |                   |                   |                   |                   |
| 17 | 17 octobre 2024   | 978-4-0653-7132-9 | NC                |                   |
| Liste des chapitres : - chap. 141 : 今と永遠 其の十八 (Imaima to Eien - Sono Jūhachi) - chap. 142 : 今と永遠 其の十九 (Imaima to Eien - Sono Jūkyū) - chap. 143 : 今と永遠 其の二十 (Imaima to Eien - Sono Nijū) - chap. 144 : 今と永遠 其の二十一 (Imaima to Eien - Sono Nijūichi) - chap. 145 : 今と永遠 其の二十二 (Imaima to Eien - Sono Nijūni) - chap. 146 : 今と永遠 其の終 (Imaima to Eien - Sono Owari) - chap. 147 : 聖なる夜の後 (Sei-naru Yoru no Ato) - chap. 148 : 二度目の手のひら (Nidome no Tenohira) - chap. 149 : 白衣の天使たち (Hakui no Tenshi-tachi) |                   |                   |                   |                   |
| 18 | 17 janvier 2025   | 978-4-0653-8067-3 | NC                |                   |
| Liste des chapitres : - chap. 150 : 継続の力なり (Keizoku no Chikara-nari) - chap. 151 : 酒呑童大人 (Shutendō Otona) - chap. 152 : 一方、その頃 (Ippō, Sono Koro) - chap. 153 : 鏡の中の年の暮れ 其の一 (Kagami no Naka no Toshi no Kure - Sono Ichi) - chap. 154 : 鏡の中の年の暮れ 其の二 (Kagami no Naka no Toshi no Kure - Sono Ni) - chap. 155 : 鏡の中の年の暮れ 其の三 (Kagami no Naka no Toshi no Kure - Sono San) - chap. 156 : 鏡の中の年の暮れ 其の四 (Kagami no Naka no Toshi no Kure - Sono Yon) - chap. 157 : 鏡の中の年の暮れ 其の五 (Kagami no Naka no Toshi no Kure - Sono Go) - chap. 158 : 鏡の中の年の暮れ 其の六 (Kagami no Naka no Toshi no Kure - Sono Roku) |                   |                   |                   |                   |
| 19 | 17 mars 2025      | 978-4-0653-8712-2 | NC                |                   |
| Liste des chapitres : - chap. 159 : 鏡の中の年の暮れ 其の七 (Kagami no Naka no Toshi no Kure - Sono Nana) - chap. 160 : 鏡の中の年の暮れ 其の八 (Kagami no Naka no Toshi no Kure - Sono Hachi) - chap. 161 : 鏡の中の年の暮れ 其の九 (Kagami no Naka no Toshi no Kure - Sono Kyū) - chap. 162 : 鏡の中の年の暮れ 其の十 (Kagami no Naka no Toshi no Kure - Sono Jū) - chap. 163 : 鏡の中の年の暮れ 其の十一 (Kagami no Naka no Toshi no Kure - Sono Jūichi) - chap. 164 : 鏡の中の年の暮れ 其の十二 (Kagami no Naka no Toshi no Kure - Sono Jūni) - chap. 165 : 鏡の中の年の暮れ 其の十三 (Kagami no Naka no Toshi no Kure - Sono Jūsan) - chap. 166 : 鏡の中の年の暮れ 其の十四 (Kagami no Naka no Toshi no Kure - Sono Jūyon) - chap. 167 : 鏡の中の年の暮れ 其の十五 (Kagami no Naka no Toshi no Kure - Sono Jūgo) |                   |                   |                   |                   |
| 20 | 17 juin 2025      | 978-4-0653-9765-7 | NC                |                   |
| Liste des chapitres : - chap. 168 : 鏡の中の年の暮れ 其の十六 (Kagami no Naka no Toshi no Kure - Sono Jūroku) - chap. 169 : 鏡の中の年の暮れ 其の十七 (Kagami no Naka no Toshi no Kure - Sono Jūnana) - chap. 170 : 鏡の中の年の暮れ 其の終 (Kagami no Naka no Toshi no Kure - Sono Owari) - chap. 171 : 甘ったるい新喜劇 (Amattarui Shinkigeki) - chap. 172 : 君が私を幸せにする方法について (Kimi ga Watashi wo Shiawase ni Suru Hōhō ni Tsuite) - chap. 173 : 浅池に睡蓮 (Asaike no Suiren) - chap. 174 : 嫌いになるためには (Kirai ni Naru tame ni wa) - chap. 175 : 隣の子犬 (Tonari no Koinu) - chap. 176 : 空の結び方 序 (Sora no Musubi-kata - Jo) |                   |                   |                   |                   |
| 21 | 12 août 2025      | 978-4-0654-0369-3 | NC                |                   |
| Liste des chapitres : - chap. 177 : 空の結び方 気（きづき） (Sora no Musubi-kata - Ki (Kidzuki)) - chap. 178 : 空の結び方 星（ほしぼし） (Sora no Musubi-kata - Hoshi (Hoshi Boshi)) - chap. 179 : 空の結び方 昏 (Sora no Musubi-kata - Kon) - chap. 180 : 空の結び方 暁 (Sora no Musubi-kata - Akatsuki) - chap. 181 : 空の結び方 慮 (Sora no Musubi-kata - Omonbakaru) - chap. 182 : 空の結び方 探 (Sora no Musubi-kata - Saguru) - chap. 183 : 空の結び方 始 (Sora no Musubi-kata - Hajime) - chap. 184 : 空の結び方 幸 (Sora no Musubi-kata - Sachi) - chap. 185 : 空の結び方 答 (Sora no Musubi-kata - Kotaeru) |                   |                   |                   |                   |
| 22 | NC                |                   | NC                |                   |
| PrépublicationListe des chapitres : - chap. 186 : 空の結び方 応 (Sora no Musubi-kata - Ying) - chap. 187 : 空の結び方 緒 (Sora no Musubi-kata - Ribon) - chap. 188 : 空の結び方 夜 (Sora no Musubi-kata - Yoru) - chap. 189 : 空の結び方 重 (Sora no Musubi-kata - Kasanaru) - chap. 190 : 空の結び方 朝 (Sora no Musubi-kata - Asa) - chap. 191 : 空の結び方 姫 (Sora no Musubi-kata - Hime) - chap. 192 : 空の結び方 夕 (Sora no Musubi-kata - Yūbe) |                   |                   |                   |                   |

## Anime
Le 21 avril 2023, à l'occasion du deuxième anniversaire de la publication du manga, une adaptation en anime est annoncée. Produite par Drive, Yujiro Abe supervise la réalisation, tandis que Yasuko Aoki s'occupe du scénario, les chara-designs sont quant à eux confiés à Haruko Iizuka, enfin Ryu Kawasaki (ja) et Tomoyuki Kono composent la bande originale,.
Le thème du générique de début est Yawaku Koishite ~Zutto Bokura de Iraremasu yō ni~ (やわく恋して ～ずっと僕らでいられますように～) par le groupe Momoiro Clover Z, tandis que le générique de fin est Kimi ni Koi wo Musunde (君に恋を結んで) par Sumire Uesaka, Kaede Hondo et Shion Wakayama (ja), les interprètes des sœurs Amagami,. L'anime est diffusé au Japon entre le 1er octobre 2024 et le 25 mars 2025 et simultanément sur Crunchyroll à l'international,.

### Liste des épisodes
| No | Titre français                                     | Titre japonais          | Titre japonais                       | Date de 1re diffusion |
| No | Titre français                                     | Kanji                   | Rōmaji                               | Date de 1re diffusion |
| -- | -------------------------------------------------- | ----------------------- | ------------------------------------ | --------------------- |
| 1  | Le début du miracle                                | 奇跡のはじまり          | Kiseki no Hajimari                   | 1er octobre 2024      |
| 2  | Le jour et la grue                                 | 白昼と鶴                | Hakuchū to Tsuru                     | 8 octobre 2024        |
| 3  | Un rendez-vous avec les divinités                  | 神様との逢瀬            | Kami-sama to no О̄se                  | 15 octobre 2024       |
| 4  | La grande fête du sanctuaire Amagami ～Liens～     | 甘神神社例大祭 ～繋～   | Amagami-jinja Rei-taisai ~Tsunagari~ | 22 octobre 2024       |
| 5  | La grande fête du sanctuaire Amagami ～Floraison～ | 甘神神社例大祭 ～咲～   | Amagami-jinja Rei-taisai ~Saku~      | 29 octobre 2024       |
| 6  | Du matin jusqu'au soir                             | 朝から夜にかけて        | Asa kara Yorunikate                  | 5 novembre 2024       |
| 7  | Rêve, lune et songes ～Nouvelle lune～             | 夢と月と夢 ～朔～       | Yume to Tsuki to Yume ~Sakugetsu~    | 12 novembre 2024      |
| 8  | Rêve, lune et songes ～Demi-lune～                 | 夢と月と夢 ～弦～       | Yume to Tsuki to Yume ~Gengetsu~     | 19 novembre 2024      |
| 9  | Rêve, lune et songes ～Pleine lune～               | 夢と月と夢 ～望～       | Yume to Tsuki to Yume ~Mochizuki~    | 26 novembre 2024      |
| 10 | Nouvelle saison, nouvelles relations               | 衣替え・心替え          | Koromo-gae/Kokoro-gae                | 3 décembre 2024       |
| 11 | La raison des veillées nocturnes ～Prologue～      | 夜ふかしの正体 〜序〜   | Yofukashi no Shōtai ~Hajimari~       | 10 décembre 2024      |
| 12 | La raison des veillées nocturnes ～Liens～         | 夜ふかしの正体 〜縁〜   | Yofukashi no Shōtai ~En~             | 17 décembre 2024      |
| 13 | La raison des veillées nocturnes ～Amour～         | 夜ふかしの正体 〜恋〜   | Yofukashi no Shōtai ~Koi~            | 24 décembre 2024      |
| 14 | La balance des vœux ~Boucle~                       | 願いをのせた天秤 〜廻〜 | Negai o Noseta Tenbin ~Mawaru~       | 14 janvier 2025       |
| 15 | La balance des vœux ～Retour～                     | 願いをのせた天秤 〜戻〜 | Negai o Noseta Tenbin ~Modoru~       | 21 janvier 2025       |
| 16 | La balance des vœux ～Aller de l'avant～           | 願いをのせた天秤 〜進〜 | Negai o Noseta Tenbin ~Susumu~       | 28 janvier 2025       |
| 17 | Feu d'adieu et promesses aux dieux                 | 送り火と神様との契り    | Okuri-bi to Kami-sama to no Chigiri  | 4 février 2025        |
| 18 | Le cache-cache des œillets ～L'échange～           | 撫子のかくれんぼ ～換～ | Nadeshiko no Kakurenbo ~Kawaru~      | 11 février 2025       |
| 19 | Le cache-cache des œillets ～Inquiétudes～         | 撫子のかくれんぼ ～懊～ | Nadeshiko no Kakurenbo ~Nayamu~      | 18 février 2025       |
| 20 | Le cache-cache des œillets ～Attirance～           | 撫子のかくれんぼ ～惹～ | Nadeshiko no Kakurenbo ~Hikareru~    | 25 février 2025       |
| 21 | Le mirage de Shirahi ～Différences～               | 白日の逃げ水 ～異～     | Hakujitsu no Nige-mizu ~Kotonaru~    | 4 mars 2025           |
| 22 | Le mirage de Shirahi ～Sentiments～                | 白日の逃げ水 ～想～     | Hakujitsu no Nige-mizu ~Omoi~        | 11 mars 2025          |
| 23 | Le mirage de Shirahi ～Liens～                     | 白日の逃げ水 ～結～     | Hakujitsu no Nige-mizu ~Musubu~      | 18 mars 2025          |
| 24 | Mariage avec une des sœurs Amagami                 | 甘神さんちの縁結び      | Amagami-san Chi no Enmusubi          | 25 mars 2025          |

### Œuvres
Édition japonaise
Amagami-san Chi no Enmusubi
1. 1 2  (ja) « 甘神さんちの縁結び (1) », sur Kōdansha (consulté le 13 août 2024).
2. 1 2  (ja) « 甘神さんちの縁結び (2) », sur Kōdansha (consulté le 13 août 2024).
3. 1 2  (ja) « 甘神さんちの縁結び (3) », sur Kōdansha (consulté le 13 août 2024).
4. 1 2  (ja) « 甘神さんちの縁結び (4) », sur Kōdansha (consulté le 13 août 2024).
5. 1 2  (ja) « 甘神さんちの縁結び (5) », sur Kōdansha (consulté le 13 août 2024).
6. 1 2  (ja) « 甘神さんちの縁結び (6) », sur Kōdansha (consulté le 13 août 2024).
7. 1 2  (ja) « 甘神さんちの縁結び (7) », sur Kōdansha (consulté le 13 août 2024).
8. 1 2  (ja) « 甘神さんちの縁結び (8) », sur Kōdansha (consulté le 13 août 2024).
9. 1 2  (ja) « 甘神さんちの縁結び (9) », sur Kōdansha (consulté le 13 août 2024).
10. 1 2  (ja) « 甘神さんちの縁結び (10) », sur Kōdansha (consulté le 13 août 2024).
11. 1 2  (ja) « 甘神さんちの縁結び (11) », sur Kōdansha (consulté le 13 août 2024).
12. 1 2  (ja) « 甘神さんちの縁結び (12) », sur Kōdansha (consulté le 13 août 2024).
13. 1 2  (ja) « 甘神さんちの縁結び (13) », sur Kōdansha (consulté le 13 août 2024).
14. 1 2  (ja) « 甘神さんちの縁結び (14) », sur Kōdansha (consulté le 13 août 2024).
15. 1 2  (ja) « 甘神さんちの縁結び (15) », sur Kōdansha (consulté le 13 août 2024).
16. 1 2  (ja) « 甘神さんちの縁結び (16) », sur Kōdansha (consulté le 13 août 2024).
17. 1 2  (ja) « 甘神さんちの縁結び (17) », sur Kōdansha (consulté le 31 août 2024).
18. 1 2  (ja) « 甘神さんちの縁結び (18) », sur Kōdansha (consulté le 2 décembre 2024).
19. 1 2  (ja) « 甘神さんちの縁結び (19) », sur Kōdansha (consulté le 7 février 2025).
20. 1 2  (ja) « 甘神さんちの縁結び (20) », sur Kōdansha (consulté le 19 avril 2025).
21. 1 2  (ja) « 甘神さんちの縁結び (21) », sur Kōdansha (consulté le 19 juin 2025).

Édition française
How I Married an Amagami Sister
1. 1 2  (fr) « How I Married an Amagami Sister T1 », sur Pika Édition (consulté le 13 août 2024).
2. 1 2  (fr) « How I Married an Amagami Sister T2 », sur Pika Édition (consulté le 13 août 2024).
3. 1 2  (fr) « How I Married an Amagami Sister T3 », sur Pika Édition (consulté le 13 août 2024).
4. 1 2  (fr) « How I Married an Amagami Sister T4 », sur Pika Édition (consulté le 13 août 2024).
5. 1 2  (fr) « How I Married an Amagami Sister T5 », sur Pika Édition (consulté le 13 août 2024).
6. 1 2  (fr) « How I Married an Amagami Sister T6 », sur Pika Édition (consulté le 13 août 2024).
7. 1 2  (fr) « How I Married an Amagami Sister T7 », sur Pika Édition (consulté le 13 août 2024).
8. 1 2  (fr) « How I Married an Amagami Sister T8 », sur Pika Édition (consulté le 13 août 2024).
9. 1 2  (fr) « How I Married an Amagami Sister T9 », sur Pika Édition (consulté le 13 août 2024).
10. 1 2  (fr) « How I Married an Amagami Sister T10 », sur Pika Édition (consulté le 25 septembre 2024).
11. 1 2  (fr) « How I Married an Amagami Sister T11 », sur Pika Édition (consulté le 2 octobre 2024).
12. 1 2  (fr) « How I Married an Amagami Sister T12 », sur Pika Édition (consulté le 2 octobre 2024).
13. 1 2  (fr) « How I Married an Amagami Sister T13 », sur Pika Édition (consulté le 17 novembre 2024).
14. 1 2  (fr) « How I Married an Amagami Sister T14 », sur Pika Édition (consulté le 26 février 2025).
15. 1 2  (fr) « How I Married an Amagami Sister T15 », sur Pika Édition (consulté le 11 avril 2025).
16. 1 2  (fr) « How I Married an Amagami Sister T16 », sur Pika Édition (consulté le 9 juin 2025).